# RX J1713.7-3946
RX J1713.7-3946 (ou SNR G347.3-00.5) est un rémanent de supernova jeune de la constellation du Scorpion. Il est possible qu'il soit issu de la supernova historique SN 393 observée par les astronomes chinois à la fin du IVe siècle, mais il est difficile d'en avoir la certitude du fait de la présence de plusieurs autres rémanents jeunes dans la même région du ciel, proche de la direction du centre galactique.

## Découverte
Le rémanent a été découvert à la fin des années 1990 par un relevé réalisé dans le domaine des rayons X par le satellite artificiel ROSAT. La détection a ensuite été confirmée par les satellites ASCA, puis XMM-Newton et Chandra. La possibilité d'associer ce rémanent à SN 393 a été évoquée presque immédiatement après l'annonce de sa découverte, en 1997.

## Caractéristiques physiques
Le rémanent est peu lumineux en ondes radio, ce qui a empêché son identification dans ce domaine de longueur d'onde. Il est de forme elliptique relativement arrondie, avec un diamètre apparent de l'ordre d'un degré (55 × 65 minutes d'arc). Son type s'apparente à une coquille, bien que cela soit difficile à établir avec certitude en l'absence d'observations radio de bonne qualité. Dans le domaine des rayons X, le rémanent apparaît plus lumineux en périphérie qu'en son centre, les parties ouest et nord-ouest étant les plus lumineuses. Sa distance a été sujette à débats, mais est aujourd'hui estimée à 1,3 kpc, par association avec des nuages moléculaires et par analyse détaillée de son émission en X. Combinée à sa taille angulaire, cela donne une taille physique comprise entre 20 et 25 parsecs. Cette valeur est compatible avec un âge de 1600 ans en supposant la vitesse d'expansion du rémanent de l'ordre de 7 000 km/s.
En 2004, l'observatoire de rayons gamma HESS a pour la première fois cartographié un objet céleste étendu dans cette gamme de longueur d'onde. La cible choisie était RX J1713.7-3946. Cette observation a permis de confirmer que la frontière d'un rémanent de supernova était une zone d'accélération de rayons cosmiques de très haute énergie, allant au moins jusqu'à 100 TeV. Les zones de forte intensité observées dans les domaines X et gamma sont essentiellement les mêmes.

## Objet central
Le centre du rémanent a été étudié pour y détecter une étoile à neutrons ou un pulsar éventuel. Un pulsar, PSR J1713-3945, a été découvert non loin du centre de ce rémanent, mais les observations excluent de façon relativement certaine son association avec celui-ci. En effet, la distance de ce pulsar, déduite à partir de sa mesure de dispersion, apparaît supérieure à 4 kpc. Il existe une source de rayons X au centre de ce rémanent nommée 1WGA J1713.4-3949, découverte en 1999. Cette source ne présente aucune émission pulsée, pas plus qu'elle n'est détectée en radio ou en optique. Il est supposé qu'elle correspond en réalité à l'émission thermique d'une étoile à neutrons.